# Okeechobee (Floride)
Pour les articles homonymes, voir Okeechobee.
La ville américaine d'Okeechobee (prononcé : /oʊkiˈtʃoʊbi/) est le siège du comté d'Okeechobee, en Floride. En 2004, sa population a été estimée à 5 784 habitants.

## Géographie
Okeechobee se situe au nord du lac du même nom, le lac Okeechobee.

## Démographie
| 1920 | 1930  | 1940  | 1950  | 1960  | 1970  |
| ---- | ----- | ----- | ----- | ----- | ----- |
| 900  | 1 795 | 1 658 | 1 849 | 2 947 | 3 715 |

| 1980  | 1990  | 2000  | 2010  | - | - |
| ----- | ----- | ----- | ----- | - | - |
| 4 225 | 4 943 | 5 376 | 5 621 | - | - |

## Transports

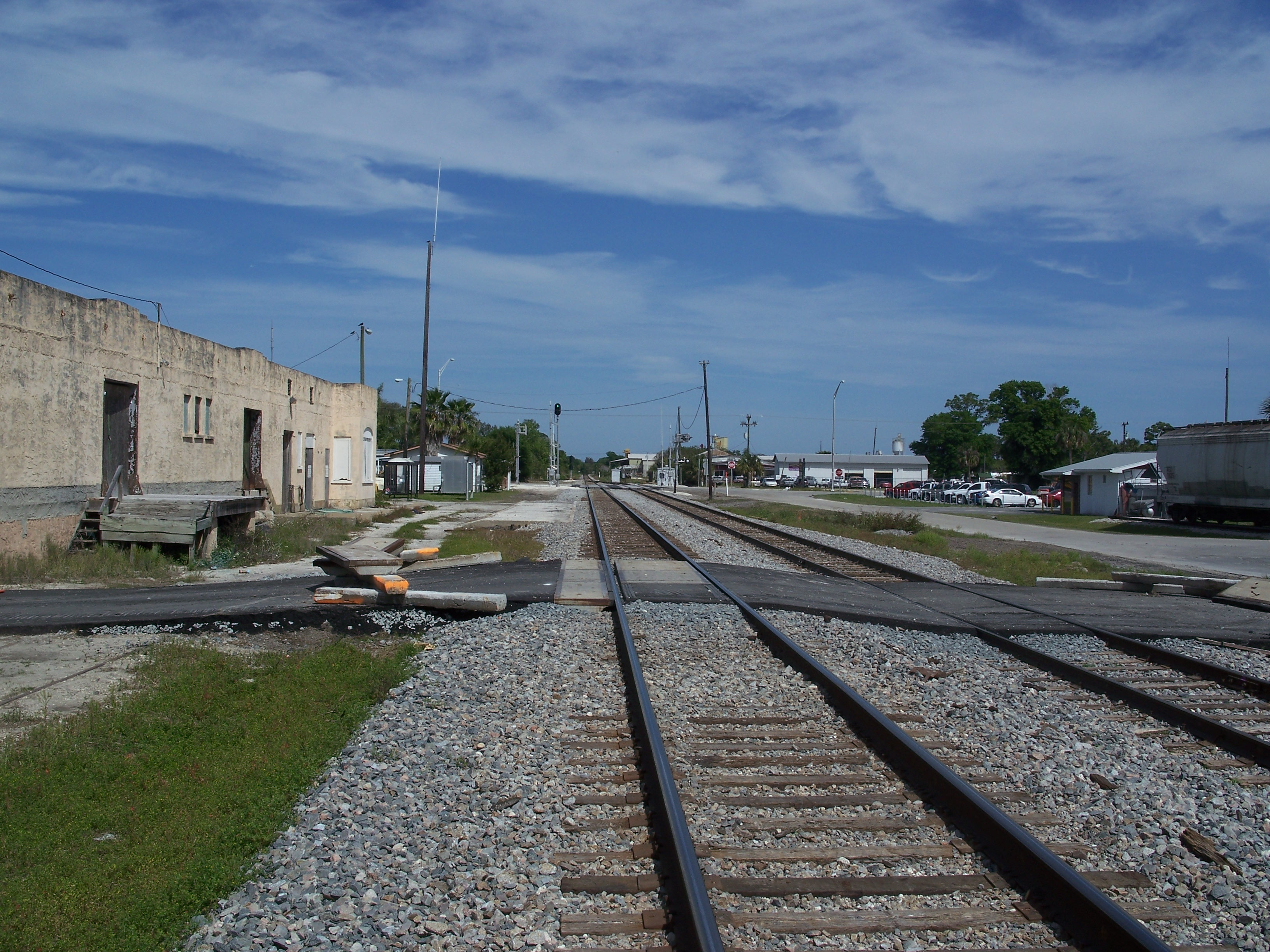
La gare Amtrak.
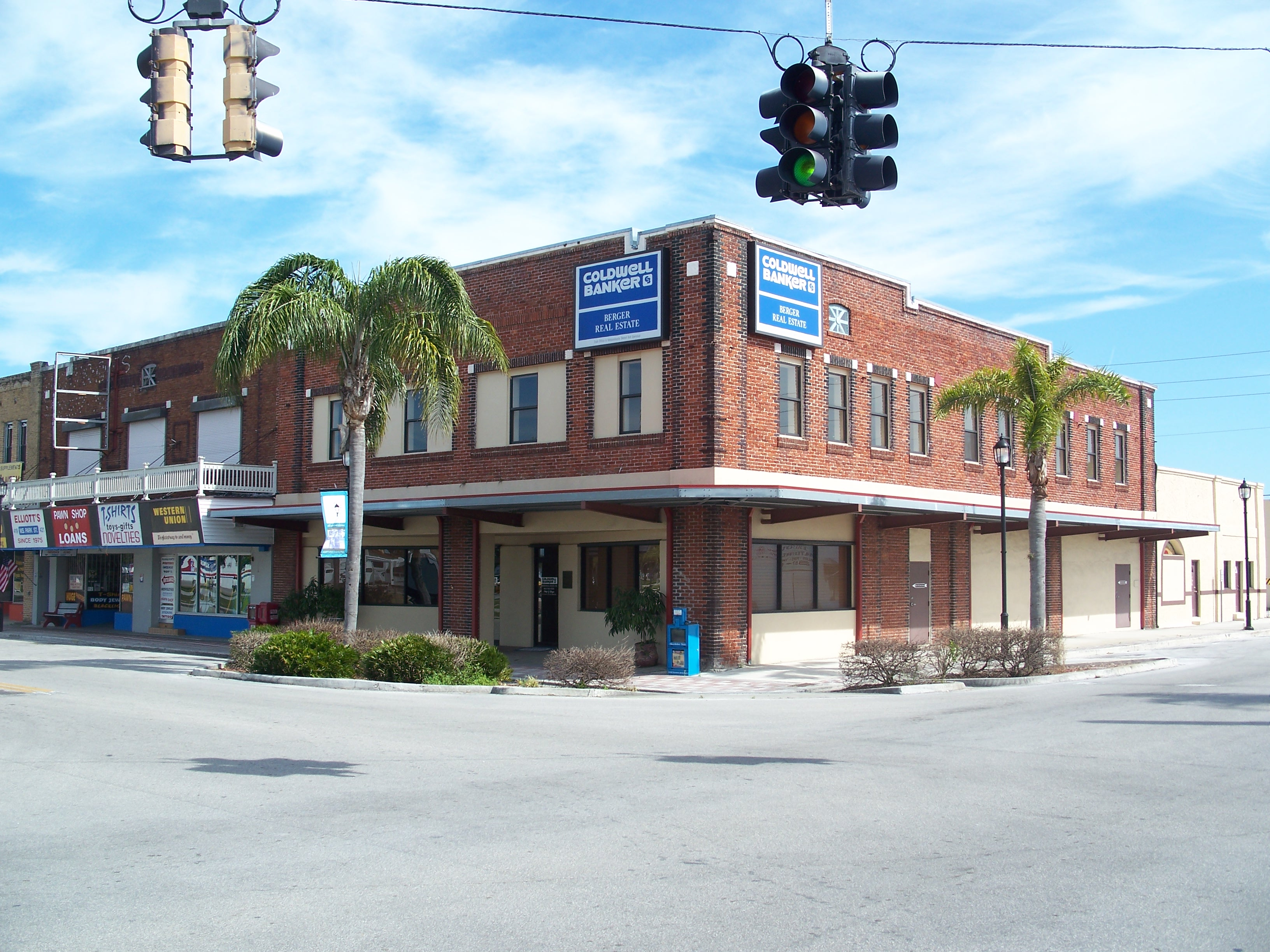
Le Raulerson Building.

Okeechobee est desservie par un aéroport (Okeechobee County Airport, code AITA : OBE, code OACI : KOBE).
La ville est également desservie par les voies ferroviaires.